# 格洛斯特公爵群島

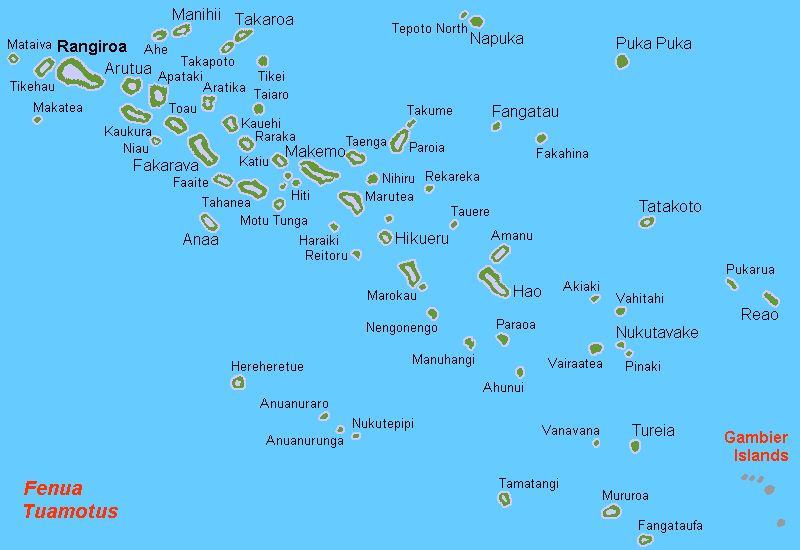

格洛斯特公爵群島（法語：Îles du Duc de Gloucester）是南太平洋法屬波利尼西亞的群島，屬於土阿莫土群島的一部分，由豪镇管辖，位於大溪地島東南方480公里，由阿努阿努拉羅環礁、阿努阿努龙阿环礁、海雷海雷图埃环礁和努庫泰皮皮環礁組成，面積9.8平方公里。

## 外部連結
- Maps of all the Duke of Gloucester atolls （页面存档备份，存于）

20°33′54″S 143°17′46″W / 20.565°S 143.296°W